# 安然 (僧人)
安然（日语：安然；841年－901(?)），平安時代天台宗和尚。他總結了前人對梵文音韻學（悉曇學）的研究，880年著有《悉曇藏》（原著和現代日語均作），其中對漢語音韻體系亦有描述，力證漢語聲調在晚唐已分陰陽，與現代中國南方的聲調很相似。日本多家博物館均有收入《悉曇藏》典藏。

## 引用文獻
1. ↑  Jerry Norman（1988）, Chinese,  Cambridge University Press。簡體中文譯本《漢語概說》頁49和頁52。
2. ↑  悉曇蔵（しったんぞう） （页面存档备份，存于），大津市歷史博物館。
3. ↑  
悉曇蔵（しったんぞう） （页面存档备份，存于），奈良国立博物館。